# Verhovna Rada
Verhovna Rada ime je ukrajinskog parlamenta. U doslovnom prijevodu s ukrajinskog na hrvatski jezik ime glasi "Vrhovno Vijeće".